# Boneyard (film)
Boneyard je americký kriminální thriller z roku 2024, který režíroval Asif Akbar, produkovali Colin Bates, Asif Akbar a Vincent E. McDaniel, a v hlavních rolích se představují Mel Gibson a 50 Cent. Film je založen na vraždách ve West Mesa.
Film byl uveden do vybraných kin v USA 5. června 2024 a na video na vyžádání byl vydán 2. července.

## Děj
V poušti na okraji Albuquerque je nalezeno jedenáct ženských koster. Vyšetřování, které spojuje místního šéfa policie Cartera, houževnatého detektiva Ortegu a veterána FBI Petrovicka, rychle ukáže, že vrah – přezdívaný „Bone Collector“ – ovládá policejní postupy možná lépe než oni sami. Ortega, jemuž případ pronikl pod kůži i proto, že kdysi neúspěšně zkoušel zachránit jednu z obětí, zaměří podezření na zdiskreditovaného kolegu Johna Tatea, jenž v minulosti falšoval důkazy. Tate se však s pomocí pečlivě vedeného archivu nakonec obhájí a Petrovickovi předloží záznamy potvrzující jeho nepřítomnost u klíčových vražd. Paralelně se do hledáčku dostává i podivínský Caesar Monto, násilnický zákazník sex‑pracovnic, jehož vazby na pouštní „hřbitov“ jsou nejasné. Pátrání komplikuje odhodlaná, ale politicky opatrná velící struktura: indicie naznačují, že někdo z vysokých kruhů záměrně maří vyšetřování a kryje sérii zmizení zranitelných žen. Když média Tateovo obvinění rozmetají, Carter pod veřejným tlakem Ortegovi odebere pravomoci. Tentýž večer jsou však v okolí odkryta další čerstvá těla – děsivý důkaz, že skutečný pachatel je stále na svobodě. Film vrcholí otevřeným koncem: Petrovick s Youngovou zachytí nouzový signál další pohřešované dívky, zatímco suspendovaný Ortega – odhodlaný a mimo systém – vyráží do pouště, rozhodnut „kostlivce“ dopadnout dřív, než znovu udeří. 

## Obsazení
- Mel Gibson jako agent FBI Petrovick
- Curtis Jackson jako náčelník Carter
- Brian Van Holt jako detektiv Ortega
- Nora Zehetner jako detektiv Youngová
- Gabrielle Haugh jako Selena
- Weston Cage jako Caesar Monto
- Spice Williams-Crosby jako Diane Cross
- Gail O'Grady jako speciální agentka FBI Womacková